# Head & Shoulders
 (août 2022).
Head & Shoulders est une marque de shampooing spécialisé dans le traitement antipelliculaire. En 2007, elle est la deuxième marque de shampoing la plus vendue dans le monde. 
Elle est détenue par le géant américain Procter & Gamble. 

## Origine du nom
Le nom donné à la marque s'explique notamment par la propriété antipelliculaire de ses shampooings. En effet, l'utilisation de ce produit promet d'éliminer les pellicules provenant de la tête ("head" en anglais) et pouvant se déposer également sur les épaules ("shoulders").

## Histoire
En 1949, l'ingénieur chimiste et bactériologue John Parran Jr rejoint la société Procter & Gamble et a pour mission de trouver des solutions confortables pour éliminer les pellicules sans abîmer les cheveux.
En 1961, Head & Shoulders voit le jour. L'année d'après, le produit est vendu aux États-Unis d'Amérique.
À la base en crème, en 1975, la formule de base est finalement transformée en shampooing pour être plus agréable au consommateur. L'efficacité du shampooing est cliniquement prouvée à la suite de ces recherches et devient le shampooing le plus vendu dans le monde[réf. nécessaire].
En 2002, les laboratoires de la marque décryptent le code génétique du champignon Malassezia Globosa, à l'origine des pellicules[réf. nécessaire].

## Culture populaire
- Dans le film Évolution, réalisé en partenariat avec la marque, les héros utilisent du shampooing Head & Shoulders pour le sulfure de sélénium qu'il contient.